# Demasiado tonto en la corteza
Demasiado tonto en la corteza es el primer álbum en solitario de Enrique Villarreal, conocido artísticamente como El Drogas, tras casi 30 trabajos discográficos como vocalista y compositor de la banda de rock española Barricada, así como de los proyectos paralelos Txarrena y La Venganza de la Abuela. En la primera semana tras su lanzamiento, el álbum alcanzó el puesto 18 en la lista de la Asociación de Productores de Música de España.
El triple álbum se publicó el 5 de noviembre de 2013, y está dividido en tres discos con temáticas muy diferentes. El disco Alzheimer hace referencia a la enfermedad o a los recuerdos. En Matxinada (que en euskera viene a significar 'Revuelta') se tratan problemas sociales y políticos, casos concretos de corrupción, etc. Por último, en Y Glam la temática musical deriva hacia la senda del glam rock y el R&B.
Una de las canciones del disco Alzheimer, titulada «Cordones de mimbre», fue seleccionada como melodía de la campaña radiofónica «Acuérdate de los que olvidan», impulsada por la Asociación de Familiares de Enfermos de Alzheimer de Navarra (AFAN). Como primer sencillo del triple álbum se escogió la canción «Peineta y mantilla», del disco Matxinada, cuya temática gira en torno al Caso Bárcenas y a la actuación al respecto de la a la sazón secretaria general del PP, Maria Dolores de Cospedal.
Además de Enrique Villareal "El Drogas" (voz y guitarra acústica) colaboraron en el álbum los miembros de su banda El Drogas: Txus Maraví, a las guitarras, Eugenio Aristu "Flako" (bajo y coros) y Brigi Duque (batería y percusión). La canción «Y Glam» contó además con Germán San Martín, a los teclados y Selva Barón (coros), y Carlos Tarque aportó la voz a «No das pena». La producción corrió a cargo de Alberto Porres.

## Lista de canciones
El triple disco se compone de las siguientes canciones:

| Alzheimer (CD 1) |                         |          |  |
| N.º              | Título                  | Duración |  |
| 1.               | «En punto muerto»       |          |  |
| 2.               | «Cordones de mimbre»    |          |  |
| 3.               | «Sin reverencias»       |          |  |
| 4.               | «Nos hace morir»        |          |  |
| 5.               | «Collar abandonado»     |          |  |
| 6.               | «Debajo de aquel árbol» |          |  |
| 7.               | «Como son»              |          |  |
| 8.               | «Lentos minutos»        |          |  |

| Matxinada (CD 2) |                         |          |  |
| N.º              | Título                  | Duración |  |
| 1.               | «Peineta y mantilla»    |          |  |
| 2.               | «Come elefantes»        |          |  |
| 3.               | «Están para violarlas»  |          |  |
| 4.               | «Olvido o rebeldía»     |          |  |
| 5.               | «Barro en la alpargata» |          |  |
| 6.               | «Caradura»              |          |  |
| 7.               | «Verte en la mierda»    |          |  |
| 8.               | «Qué mal rato»          |          |  |

| Y Glam (CD 3) |                                 |          |  |
| N.º           | Título                          | Duración |  |
| 1.            | «Ya no anochece igual»          |          |  |
| 2.            | «Con tu presencia»              |          |  |
| 3.            | «No sería nada»                 |          |  |
| 4.            | «Sueños rotos»                  |          |  |
| 5.            | «Quién puede verla»             |          |  |
| 6.            | «No das pena»                   |          |  |
| 7.            | «Demasiado tonto en la corteza» |          |  |
| 8.            | «Otros tragos»                  |          |  |